# Anomius baeticus
Anomius baeticus är en skalbaggsart som beskrevs av Étienne Mulsant och Claudius Rey 1869. Anomius baeticus ingår i släktet Anomius och familjen Aphodiidae. Inga underarter finns listade i Catalogue of Life.